# 山刈葉頂冠節蜱
山刈葉頂冠節蜱（学名：Tegolophus melicopi）为節蜱科頂冠節蜱屬下的一个种。